# Mallinella hamata
Mallinella hamata är en spindelart som först beskrevs av Robert Bosmans och Paul Hillyard 1990.  Mallinella hamata ingår i släktet Mallinella och familjen Zodariidae.
Artens utbredningsområde är Sulawesi. Inga underarter finns listade i Catalogue of Life.